# Lucas Bianchi
Lucas Bianchi Bonfiglio (Uruguay, 26 de marzo de 2001), más conocido como Lucas Bianchi, es un jugador profesional uruguayo de rugby que se desempeña en la posición de ala cerrado en Peñarol Rugby, equipo perteneciente a la liga Super Rugby Américas.

## Carrera
Bianchi comenzó su carrera deportiva con el equipo Los Cuervos. En 2022 se unió a Peñarol Rugby, donde lleva jugando tres temporadas. También es parte de la Selección de rugby de Uruguay.